# Denmark (Wisconsin)
Denmark è un comune degli Stati Uniti, situato in Wisconsin, nella Contea di Brown.